# アルフォンソ・エスピーノ
ルイス・アルフォンソ・エスピーノ・ガルシア（Luis Alfonso Espino García, 1992年1月5日 - ）は、ウルグアイ・カネロネス県サン・ハンシト出身のサッカー選手。ラージョ・バジェカーノ所属。ポジションはDF。

## クラブ経歴
2012年にナシオナルのトップチームに昇格。2014年2月のラシン・クルブ・デ・モンテビデオ戦でプロデビュー。以降2014-15、2016年シーズンのリーグ優勝に貢献するなど、主力選手に成長した。
2019年1月28日、スペイン・セグンダ・ディビシオンのカディスCFと2021年までの契約を締結。2019年9月29日のUDアルメリア戦で移籍後初ゴールを決めた。
2023年7月17日、フリーでラージョ・バジェカーノに加入し、3年契約を交わした。